# Pleurothyrium grandiflorum
Pleurothyrium grandiflorum är en lagerväxtart som beskrevs av H. van der Werff. Pleurothyrium grandiflorum ingår i släktet Pleurothyrium och familjen lagerväxter. Inga underarter finns listade i Catalogue of Life.